# Diego López (football, 1974)
Pour les articles homonymes, voir Diego López et López.
Ne doit pas être confondu avec le footballeur espagnol Diego López.
Luis Diego López Breijo est un footballeur uruguayen né le 22 août 1974 à Montevideo. Il jouait au poste de défenseur. Il est ensuite devenu entraîneur.

## Biographie
Il évolue de nombreuses années dans le club de Cagliari auquel il est fidèle y compris pendant le passage du club en Serie B entre 1999 et 2004.
Il fait partie de l'importante colonie de joueurs Uruguayens à avoir évolué dans le club de Cagliari depuis le début des années 1990 avec Daniel Fonseca, Enzo Francescoli, Nelson Abeijón, Fabián O'Neill, Darío Silva ou encore José Oscar Herrera.
Le 9 septembre 2010, il annonce sa retraite.

## Palmarès

### Joueur
- Uruguay
  - Vainqueur de la Copa América en 1995
  - Finaliste de la Copa América en 1999
- Cagliari Calcio
  - Champion de Serie B en 2004

### Entraîneur
- CA Peñarol
  - Vainqueur du Championnat d'Uruguay en 2018